# Salamonfay család
A Salamonfay régi, de mára valószínűleg kihalt, magyar nemesi eredetű, de később lecsúszott család. Több régi családdal együtt a Salamon nemzetségből származik.

## Története
A családnak – mint a Salamoni családok mindegyikének – ősi lakóhelye a Csallóközben található Dunaszerdahely vidéke. A család nevét Salamonfa községről vette, amely napjainkban Zsira község része. Ebből következtethető, hogy valóban birtokokkal rendelkező család lehetett, mert nem csak Pozsony vármegyében, hanem Sopron vármegyében is rendelkeztek területekkel. Veszprém vármegye is rejtett Salamonfay birtokot, mert a XX. század elején még itt lakott a család, valószínűleg Pápasalamonon. A századok folyamán lecsúszhatott a család, ugyanis sem oklevél, sem egyéb okirat nem említi, hogy bármilyen címet is birtokoltak volna a Salamonfayak.